# Publius
Publius (Ier siècle) est un magistrat de Malte qui, après sa rencontre avec Paul de Tarse, devient chrétien et probablement le premier évêque de l'île. Il serait mort martyr à Athènes vers 112. Il est considéré comme saint par l'Église catholique est commémoré dans la liturgie le 21 janvier.

## Éléments de biographie
Publius est connu par le livre des Actes des Apôtres, dans le Nouveau Testament. Prisonnier, Saint Paul est emmené à Rome. Son navire fait naufrage à Malte où il est bien reçu : « Les autochtones nous ont témoigné une humanité peu ordinaire »  (Ac.28:2).  Il est reçu et hébergé amicalement pendant trois jours par Publius « le premier magistrat de l'île » dont il guérit le père « en proie aux fièvres et à la dysenterie », par la prière et l'imposition des mains (Ac.28:7-8).
Publius est considéré comme le premier évêque de Malte. Il aurait été plus tard évêque d’Athènes où il aurait subi le martyre vers 112.

## Liens
- Notices d'autorité :   - VIAF
  - ISNI
  - LCCN
  - WorldCat